# Jeurre
Jeurre ist eine Gemeinde im französischen Département Jura in der Region Bourgogne-Franche-Comté.

## Geographie
Jeurre liegt auf 320 m, etwa zwölf Kilometer nordnordöstlich der Stadt Oyonnax (Luftlinie). Das Dorf erstreckt sich im Jura, im Tal der Bienne, auf der Nordseite des Flusses in einer Talweitung nahe der Mündung des Ruisseau d’Héria, am Nordfuß des Höhenrückens der Roche de Joux.
Die Fläche des 6,99 km² großen Gemeindegebiets umfasst einen Abschnitt des französischen Juras. Der zentrale Teil wird von einer rund ein Kilometer breiten Talweitung der Bienne eingenommen. Die Bienne fließt von Osten nach Westen durch diese flache Talniederung. Von Norden her mündet der Ruisseau d’Héria, dessen unterer Abschnitt ebenfalls zu Jeurre gehört. Auf beiden Seiten wird die flache Talaue von steil ansteigenden und teilweise von Felsbändern durchzogenen Hängen flankiert. Hier gibt es mehrere Höhlen und die Felsformation der Rochers des Couronnes. Am Nordabhang der Höhe der Roche de Joux wird mit 696 m die höchste Erhebung von Jeurre erreicht. Im Westen gehört auch der Talkessel von Douvres zur Gemeinde. Das Gemeindegebiet ist Teil des Regionalen Naturparks Haut-Jura (frz.: Parc naturel régional du Haut-Jura).
Zu Jeurre gehören der Weiler Douvres (400 m) in einem Talkessel, der sich gegen die Bienne hin öffnet, sowie einige Einzelhöfe. Nachbargemeinden von Jeurre sind Martigna und Villards-d’Héria im Norden, Pratz und Vaux-lès-Saint-Claude im Osten, Lavancia-Epercy im Süden sowie Montcusel im Westen.

## Geschichte
Bei Jeurre bestand zur gallorömischen Zeit die Siedlung Vicus Jurensis, die wahrscheinlich im Jahr 357 nach Christus durch die Germanen zerstört wurde. Weitere urkundliche Erwähnungen findet die Ortschaft im 6. und im 12. Jahrhundert. Zusammen mit der Franche-Comté gelangte Jeurre mit dem Frieden von Nimwegen 1678 an Frankreich. Zu einer Gebietsveränderung kam es 1822, als die bis dahin selbständigen Gemeinden Douvres und Epercy nach Jeurre eingemeindet wurden. Epercy wurde jedoch 1950 wieder abgetrennt und mit Lavancia vereinigt.

## Sehenswürdigkeiten
Die Dorfkirche Saint-Léger in Jeurre wurde im 18. Jahrhundert neu erbaut und besitzt einen Turm mit Kuppeldach aus dem 15. Jahrhundert. Aus dem 19. Jahrhundert stammt das Schloss. Die Hängebrücke wurde 1837 errichtet. Aus römischer Zeit sind die Fundamente einer Villa aus dem 2. Jahrhundert nach Christus erhalten.
|  |  |

## Bevölkerung
| Jahr                       | 1962 | 1968 | 1975 | 1982 | 1990 | 1999 | 2006 | 2017 |
| Einwohner                  | 168  | 142  | 127  | 153  | 220  | 253  | 257  | 270  |
| Quellen: Cassini und INSEE |      |      |      |      |      |      |      |      |

Mit 238 Einwohnern (Stand 1. Januar 2022) gehört Jeurre zu den kleinen Gemeinden des Départements Jura. Nachdem die Einwohnerzahl in der ersten Hälfte des 20. Jahrhunderts markant abgenommen hatte (1886 wurden noch 433 Personen gezählt), wurde seit Mitte der 1970er Jahre wieder eine deutliche Bevölkerungszunahme verzeichnet.

## Wirtschaft und Infrastruktur
Jeurre war bis weit ins 20. Jahrhundert hinein ein vorwiegend durch die Landwirtschaft sowie durch die Forstwirtschaft geprägtes Dorf. Daneben gibt es heute einige Betriebe des Klein- und Mittelgewerbes. Viele Erwerbstätige sind auch Wegpendler, die in den größeren Ortschaften der Umgebung, hauptsächlich in Oyonnax ihrer Arbeit nachgehen.
Die Ortschaft ist verkehrstechnisch gut erschlossen. Sie liegt an der Hauptstraße, die von Oyonnax nach Saint-Claude führt. Von dieser Hauptstraße zweigt bei Jeurre die Straße nach Lons-le-Saunier ab. Der nächste Anschluss an die Autobahn A404 (Saint-Martin-du-Frêne–Oyonnax) befindet sich in einer Entfernung von rund zwölf Kilometern. Jeurre besitzt einen Bahnhof an der Eisenbahnlinie von Oyonnax nach Saint-Claude.